# Phytobia grandissima
Phytobia grandissima är en tvåvingeart som beskrevs av Singh och Ipe 1973. Phytobia grandissima ingår i släktet Phytobia och familjen minerarflugor. Inga underarter finns listade i Catalogue of Life.